# Podwójna gromada Perseusza
Podwójna gromada Perseusza (znana również jako h+χ Persei oraz Rękojeść Miecza) – gromada utworzona przez dwie gromady otwarte NGC 869 oraz NGC 884. Znajduje się w gwiazdozbiorze Perseusza.
Podwójna gromada Perseusza została po raz pierwszy skatalogowana przez greckiego astronoma, Hipparcha, choć z pewnością była obserwowana już znacznie wcześniej. Wynika to z faktu, że gromada ta jest widoczna gołym okiem.
Obie gromady znajdują się w odległości ponad 7000 lat świetlnych od Ziemi, jednak od siebie są oddalone już tylko o setki lat świetlnych. Kolejną cechą łączącą te gromady jest ich podobny wiek, który można ocenić na podstawie właściwości poszczególnych gwiazd obu gromad. Są one stosunkowo młodymi grupami, NGC 869 ma 5,6, a NGC 884 3,2 miliona lat według Katalogu nieba 2000. Dla porównania, wiek Plejad szacuje się na 75 do 150 milionów lat. NGC 869 do Ziemi zbliża się z prędkością 22 km/s, a NGC 884 zbliża się z podobną prędkością 21 km/s. Obie gromady zawierają gwiazdy znacznie młodsze i gorętsze od Słońca. Dowodzi to, że te dwie gromady powstały najprawdopodobniej z tego samego obszaru formowania gwiazd.
Każda z nich zajmuje na niebie obszar o wielkości kątowej odpowiadającej wielkości Księżyca w pełni. NGC 869 jest jaśniejsza i zawiera więcej gwiazd (około 200) niż NGC 884, która z kolei jest bardziej rozproszona. Większość gwiazd w gromadach jest niebieskobiała, ale w obrębie i w pobliżu NGC 884 znajduje się kilka czerwonych olbrzymów. Przez lornetkę można zobaczyć zakrzywiony warkocz gwiazd wybiegający na północ w stronę dużego skupiska gwiazd zwanego gromadą Stock 2.